# Zvěrkovice
Zvěrkovice är en ort i Tjeckien.   Den ligger i regionen Vysočina, i den sydöstra delen av landet, 160 km sydost om huvudstaden Prag. Zvěrkovice ligger 404 meter över havet och antalet invånare är 218.
Terrängen runt Zvěrkovice är platt.Runt Zvěrkovice är det ganska glesbefolkat, med 47 invånare per kvadratkilometer. Närmaste större samhälle är Moravské Budějovice, 4,9 km nordväst om Zvěrkovice. Trakten runt Zvěrkovice består till största delen av jordbruksmark.